# Amobia burnsi
Amobia burnsi är en tvåvingeart som först beskrevs av Malloch 1930.  Amobia burnsi ingår i släktet Amobia och familjen köttflugor. Inga underarter finns listade i Catalogue of Life.